# Aowin/Suaman District
Der Aowin/Suaman District ist ein Distrikt der Western North Region Ghanas. Er erstreckt sich in Nord-Süd-Richtung entlang der Grenze zum Nachbarstaat Elfenbeinküste und ist durch den Distrikt Jomoro in der Western Region vom Golf von Guinea getrennt.

## Bevölkerung
16 % der Bevölkerung leben in „städtischen“ Gebieten, d. h. in Ortschaften mit mehr als 5000 Einwohnern. Die meisten Bewohner des Distriktes gehören einem Volk der Akangruppe an, zumeist den Untergruppen der Anyin (oder Aowin) oder Suaman, die dem Distrikt den Namen gegeben haben.

## Wirtschaft und Umwelt
80 % der Beschäftigten sind in der Landwirtschaft tätig. Hauptsächliche cash crops sind Kassava, Kochbananen, Mais, Yams.
Mehr als die Hälfte der Fläche des Distriktes ist von Wald (überwiegend Tropischer Regenwald) bedeckt und verschiedene Baumsorten (Odum, Mahagoni) sind Hartholzarten von großem wirtschaftlichem Wert. Holzeinschlag ist daher ein wichtiger Wirtschaftszweig. Es bestehen neun Waldreservate.
Auch der Bergbau (Gold) spielt eine wirtschaftliche Rolle.
Hauptregenzeit ist von Mai bis Juli, die „kleine Regenzeit“ von September bis Oktober. Im Allgemeinen fallen jährlich 1500 bis 1800 Millimeter Niederschlag.
Größter Fluss des Distriktes ist der Tano, die nächstgrößeren sind der Bia und die Nebenflüsse des Tano: Boin, Disue, Samre und Fanoma.

## Größere Ortschaften
| - Enchi - Boinso - New Yakase - Jema - Asemkrom - Omape - Nigeria No. 2 (KW. NARTEY) | - Sewum - Kwawu - Karlo - Mollagye - Old Yakase - Achimfo - Yankoman Jensui | - Yiwabra - Amonie - Adonikrom - Abochia |